# Viaduc des Ponts-Neufs
Le viaduc des Ponts-Neufs a été construit à partir de 1913 par Louis Harel de la Noë pour les chemins de fer des Côtes-du-Nord. Il est situé entre les villes de Hillion et de Morieux en France. Ce pont en courbe, précédé d'une passerelle, a été construit pour la ligne Yffiniac - Matignon.

## Caractéristiques
Ses principales caractéristiques sont :
- 8 travées de 12 m d'ouverture ;
- longueur totale : 237 m (passerelle comprise) ;
- hauteur : 27 m.

## Restauration
Ayant pour objectif d'obtenir sa restauration ainsi que celle d'autres ponts caractéristiques de leur concepteur, l'association Harel de la Noë  a obtenu du conseil général qu'il fasse procéder à un essai de restauration sur une première arche. Cet essai s'étant révélé satisfaisant, le viaduc restauré a été inauguré le 11 juillet 2014. La Vélomaritime (EV4) emprunte désormais cet ouvrage d'art.